# Orchestre national des Pays de la Loire
L'Orchestre national des Pays de la Loire (ONPL), est un orchestre symphonique français basé en région Pays de la Loire, à Angers et à Nantes.
Né en 1971 de la réunion de l'orchestre de l'ancien opéra de Nantes et de la Société des concerts populaires d'Angers, il est d'abord Orchestre Philharmonique des Pays de la Loire (OPPL) avant de devenir Orchestre National des Pays de la Loire en 1985.

## Historique

### La création
En septembre 1971, l'Orchestre Philharmonique des Pays de la Loire donne ses premiers concerts dans la région des Pays de la Loire, sous la direction de Pierre Dervaux.
La formation est créée au début des années 1970 à l'initiative de Marcel Landowski, directeur de la musique au ministère de la Culture. L'orchestre est composé de la réunion de l'orchestre de l'opéra de Nantes et de l'orchestre de la Société des concerts populaires d'Angers.
Depuis son origine, cet orchestre présente la particularité d'avoir son siège dans deux villes, avec sa centaine de musiciens répartis pour moitié à Angers et pour moitié à Nantes.

### Les chefs d'orchestre successifs

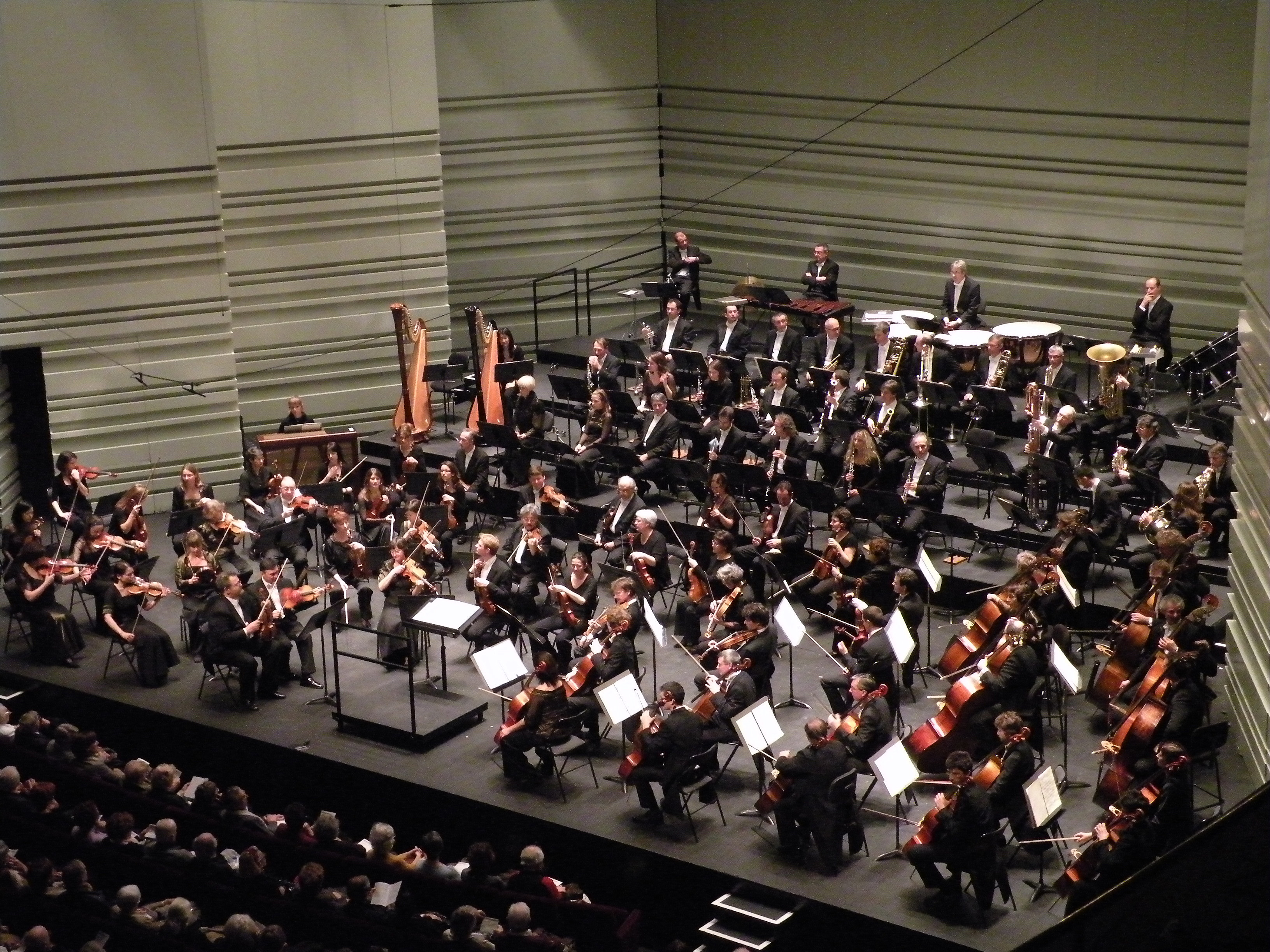
L'ONPL lors de la Folle Journée 2009.

Son premier directeur musical est Pierre Dervaux. C'est la première fois en France que deux villes s'unissent pour créer un grand orchestre. Le concert inaugural a lieu à Fontevraud le 21 septembre 1971, suivi d'un concert aux Greniers Saint-Jean d'Angers et d'un autre à l'opéra Graslin de Nantes,.
En 1976, Marc Soustrot lui succède. Jusqu'en 1994, plusieurs concerts sont donnés en Europe et aux États-Unis sous sa direction.
Vient ensuite le Néerlandais Hubert Soudant, qui en assure la direction de 1994 à 2004. Il privilégie le répertoire viennois.
En 1996, l'orchestre philharmonique obtient le label orchestre national, sous l'impulsion d'Hubert Soudant et du conseil régional des Pays de la Loire.
La formation collabore en 1998 avec le groupe Tri Yann, pour un spectacle et un enregistrement. La collaboration se répète à plusieurs reprises, en 2000, 2001 et 2004.
Le Brésilien Isaac Karabtchevsky lui succède en 2004. Il crée à côté de l'orchestre un chœur amateur, afin d'élargir le répertoire aux grandes œuvres vocales.
Au milieu des années 2000, la formation réunit 8 500 abonnés et 150 000 spectateurs.
En octobre 2005, l'orchestre annonce plus de 10 000 abonnés, et réunit sur la saison près de 200 000 spectateurs en 200 concerts.
En septembre 2010, le chef d'orchestre américain John Axelrod prend la direction musicale. Au cours de sa seconde saison, il rend hommage aux 40 ans de l'ONPL, en reprenant notamment le même programme musical que le premier concert de l'orchestre, et en invitant les anciens directeurs musicaux à venir diriger de nouveau (Marc Soustrot, Hubert Soudant et Isaac Karabtchevsky),.
Sur la saison 2013-2014, l'orchestre symphonique se compose de 106 musiciens permanents et le chœur de 76 choristes. L'ONPL affiche environ 9 000 abonnés, et près de 200 000 spectateurs par an répartis sur 200 concerts.
Après celles de 2002 et 2008, l'orchestre fait une nouvelle tournée en Chine en 2013. Pour le cinquantième anniversaire des relations d'amitié entre la Chine et la France, la Région Pays de la Loire organise plusieurs événements en 2014, auxquels participe l'ONPL. La saison chinoise dans la région se termine en juillet 2014 par un concert donné par l'orchestre de Qingdao, et organisé par l'ONPL.
En septembre 2014, Pascal Rophé succède à John Axelrod. Ce même mois, le chœur de l'orchestre sort de son cadre traditionnel pour interpréter l'un des chants fétiches des supporters de football nantais. Pascal Rophé propose ensuite à des étudiants du Conservatoire national supérieur de musique de Paris de composer un hymne des sportifs pour le Comité régional olympique et sportif des Pays de la Loire. Quatre œuvres sont présentées au jury et au public le 25 septembre 2015 à Nantes,.

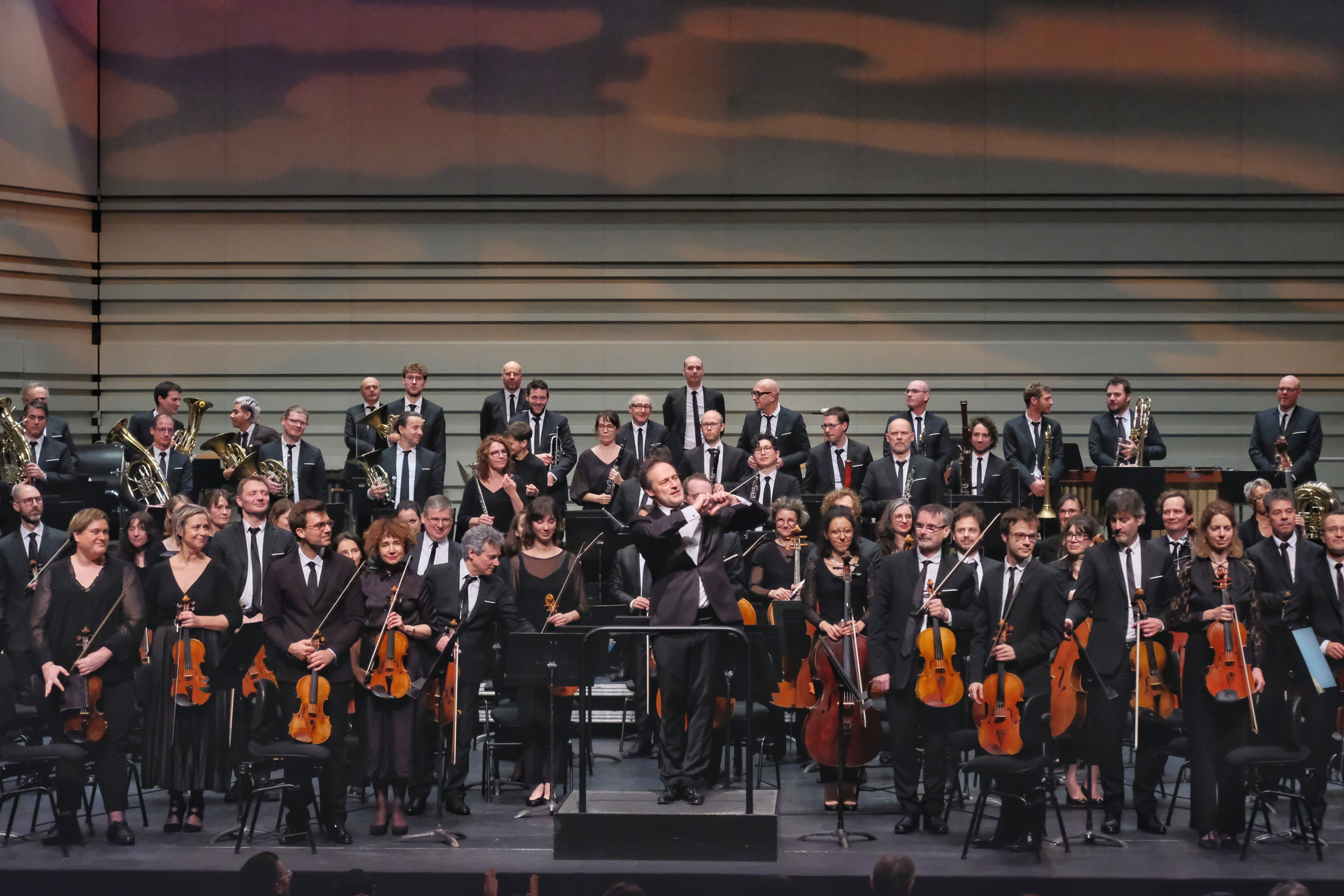
Sascha Goetzel aux côtés des musiciens de l'ONPL le 10 décembre 2024 à La Cité des Congrès de Nantes.

À la fin de la saison 2014-2015, la formation affiche entre 150 000 et 200 000 spectateurs par an,. L'ensemble est constitué de 97 musiciens, 76 choristes et 25 techniciens. Il se produit principalement à Nantes, à la cité des congrès, et à Angers, au centre de congrès.
Depuis 2022, Sascha Goetzel est le directeur musical de l'orchestre. 

## Direction musicale
Les chefs de l'orchestre des Pays de la Loire :
- De 1971 à 1975, Pierre Dervaux (français)[23] ;
- De 1976 à 1994, Marc Soustrot (français)[23] ;
- De 1994 à 2004, Hubert Soudant (néerlandais)[23] ;
- De 2004 à 2010, Isaac Karabtchevsky (brésilien)[23] ;
- De 2010 à 2013, John Axelrod (américain-USA) ;
- De 2014 à 2022, Pascal Rophé[14],[24] (français).
- Depuis 2022, Sascha Goetzel (autrichien).

## Fonctionnement

### Administration
L'orchestre national des Pays de la Loire est géré par un syndicat mixte, structure de coopération intercommunale permettant à des collectivités de s'associer. Le syndicat se compose de six collectivités territoriales et de l'État.
Depuis 2020, son management est assuré par son directeur général Guillaume Lamas et son président, Antoine Chéreau (vice-président de la région Pays de la Loire).
La formation possède deux sièges, l'un à la cité des congrès de Nantes et l'autre avenue Montaigne à Angers,, dans les locaux de la Cité des Arts jouxtant le conservatoire d'Angers.

### Finances
En 2023, le financement de l'Orchestre national des Pays de la Loire est assuré par : 
- le conseil régional des Pays de la Loire,
- le ministère de la Culture (direction régionale des Affaires culturelles),
- la municipalité de Nantes,
- la municipalité d'Angers,
- le conseil départemental de la Loire-Atlantique,
- le conseil départemental de Maine-et-Loire,
- le conseil départemental de la Vendée[25].

En 2015, son budget global est de 11 millions d'euros, financé par la région (27 %), principal financeur, l'État (18 %), les villes de Nantes (18 %) et d'Angers (9 %), et les départements de Loire-Atlantique (5 %), de Maine-et-Loire (4 %) et de Vendée (1 %).

### Identité visuelle (logo)

Logo de l'ONPL de 2000 à 2004
Logo de l'ONPL de 2004 à 2010
Logo de l'ONPL de 2010 à 2013
Logo de l'ONPL de 2013 à 2014
Logo de l'ONPL de 2014 à 2019.
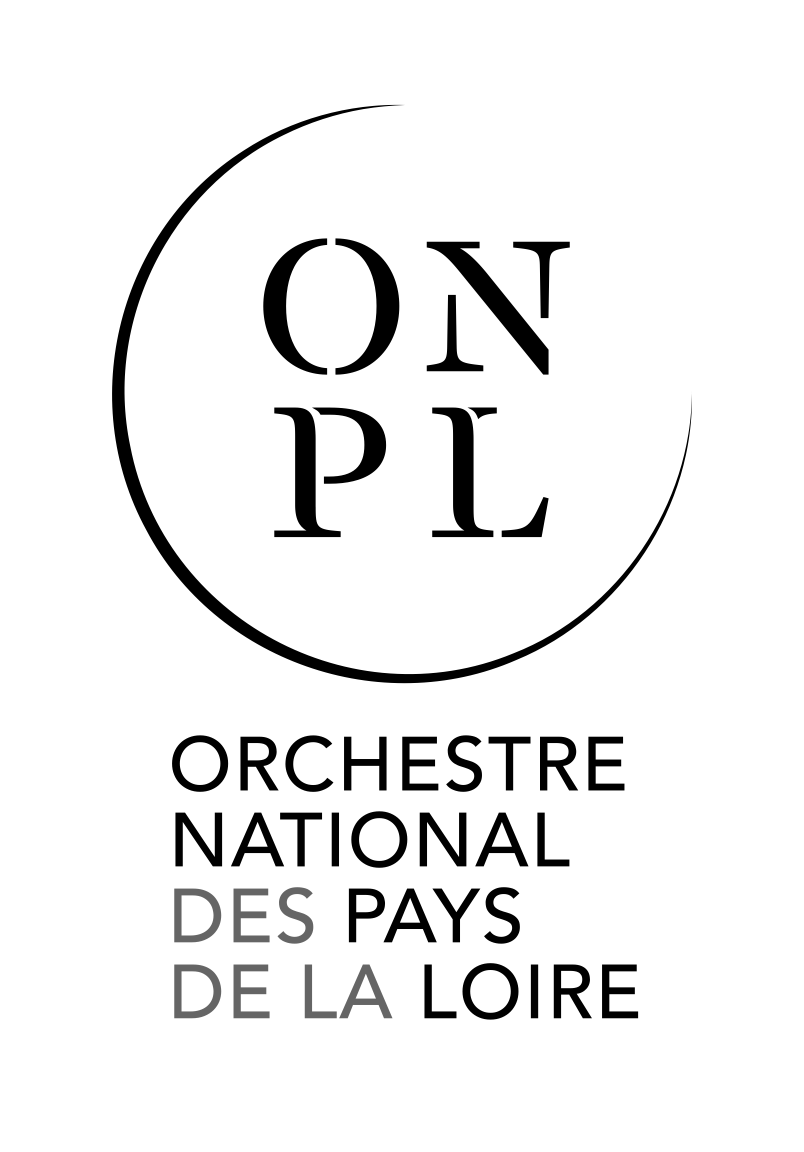
Logo de l'ONPL depuis 2025.

## Discographie
CD Florilège reprenant des moments musicaux des saisons :
- Anton Bruckner, Symphonie no 7, Florilège 1994, Orchestre national des Pays de la Loire sous la direction d'Hubert Soudant.
- Mozart – David – Strauss, Florilège 95, Orchestre national des Pays de la Loire sous la direction d'Hubert Soudant.
- Berlioz – Mozart – Bruckner – Mahler, Florilège 96, Orchestre national des Pays de la Loire sous la direction d'Hubert Soudant.
- Kernis – Brahms, Florilège 1997, Orchestre national des Pays de la Loire sous la direction d'Hubert Soudant.
- Schubert – Ravel – Webern – Mozart, Florilège 98, Orchestre national des Pays de la Loire sous la direction d'Hubert Soudant.
- Bizet, L'Arlésienne – Berlioz, Les Nuits d'été, Florilège 1999, Orchestre national des Pays de la Loire sous la direction d'Hubert Soudant.
- Zygel – Mozart – Beethoven – Dvorak, Florilège 2000, Orchestre national des Pays de la Loire sous la direction d'Hubert Soudant.
- Berlioz – Mozart – Schumann – Cavanna – Tchaïkovsky – Beethoven, Florilège 2001, Orchestre national des Pays de la Loire sous la direction d'Hubert Soudant, concert du 30e anniversaire, enregistrement à la Cité des congrès de Nantes les 18 et 19 septembre 2001.
- Dee Dee Bridgewater – Rimski Korsakov – Brahms, Florilège 2002, Orchestre national des Pays de la Loire sous la direction d'Hubert Soudant, enregistrements à la Cité des congrès de Nantes en février, mars et juin 2002.
- Bizet – Pärt – Berlioz – Tchaïkovski, Florilège 2003, Orchestre national des Pays de la Loire sous la direction d'Hubert Soudant, enregistrements à la Cité des congrès de Nantes en février, juin et septembre 2003.
- Glinka – Beethoven – Brahms – Berlioz – Florentz, Florilège 2004, Orchestre national des Pays de la Loire sous la direction d'Hubert Soudant, enregistrements à la Cité des congrès de Nantes en janvier, mars et octobre 2004.
- Beethoven, Symphonie no 9 en ré mineur, Opus 125, Florilège 2005, Orchestre national des Pays de la Loire sous la direction d'Isaac Karabtchevsky, enregistrement à la Cité des congrès de Nantes le 17 novembre 2004.
- Tchaïkovsky, Symphonie no 5, Florilège 2006, Orchestre national des Pays de la Loire sous la direction d'Isaac Karabtchevsky, enregistrements à la Cité des congrès de Nantes les 8 et 9 novembre 2005.
- Haydn, La Création (extraits), Florilège 2007, Orchestre national des Pays de la Loire sous la direction d'Isaac Karabtchevsky, enregistrements à la Cité des congrès de Nantes les 20 et 21 novembre 2006.
- Danses polovtsiennes du Prince Igor de Borodine – Symphonie no 8 de Dvorak, Florilège 2008, Orchestre national des Pays de la Loire sous la direction d'Isaac Karabtchevsky, enregistrements à la Cité des congrès de Nantes les 12 et 13 février 2008.
- La Messe du couronnement de Mozart – Fantaisie pour piano, chœur et orchestre de Beethoven, Florilège 2009, Orchestre national des Pays de la Loire sous la direction d'Isaac Karabtchevsky, enregistrement à la Cité des congrès de Nantes le 10 octobre 2008.
- Symphonie no 40, Mozart – Symphonie no 4, Mendelssohn, Florilège 2010, Orchestre national des Pays de la Loire sous la direction de John Axelrod, enregistrement à la Cité des congrès de Nantes en mars 2010.
- Dvorak, Symphonie no 9 du Nouveau Monde, Florilège 2011, Orchestre national des Pays de la Loire sous la direction de John Axelrod, enregistrements à la Cité des congrès de Nantes les 9 et 10 novembre 2010.
- Fauré, Réquiem en ré mineur, op. 48, Florilège 2012, Orchestre national des Pays de la Loire sous la direction de John Axelrod, enregistrements à la Cité des congrès de Nantes les 6 et 8 décembre 2011.
- Mendelssohn, Symphonie no 3 Écossaise, Florilège 2013, Orchestre national des Pays de la Loire sous la direction de Sebastien Lang Lessing, enregistrements à la Cité des congrès de Nantes les 2 et 3 avril 2013.

Autres enregistrements :
- La Tradition Symphonique, Tri Yann et l'Orchestre national des Pays de Loire (live), 1998[31].
- La Tradition Symphonique 2, Tri Yann et l'Orchestre national des Pays de Loire (live), 2004[31].